# Ausiàs March
Ausiàs March (pronunciado en lengua valenciana: [awziˈaz ˈmaɾk]) (Valencia, c. 1400-Valencia, 1459) fue un poeta y caballero valenciano de la época medieval, originario de una familia de la pequeña nobleza. Fue uno de los poetas más importantes del Siglo de Oro de la Lengua Valenciana y de la literatura en lengua valenciana.

## Biografía
Fue hijo del poeta Pere March y de Leonor Ripoll. El lugar de su nacimiento más probable según los últimos estudios sería la ciudad de Valencia, aunque tradicionalmente se creía que nació en Beniarjó (pueblo cercano a Gandía). De joven participó en las expediciones que el rey Alfonso V el Magnánimo realizó por el Mediterráneo.
Fue señor de Beniarjó, Pardines y Vernissa, y halconero mayor del rey de la Corona de Aragón (Alfonso V el Magnánimo). Fue armado caballero en 1419. Participó en la expedición de Alfonso V a Córcega y Cerdeña, y en otras expediciones contra los piratas del Mediterráneo. En 1425 se retiró a sus posesiones valencianas, instalándose en Gandía en 1428. De notar es en este período su relación personal y literaria con el príncipe Carlos de Viana, heredero al trono de Navarra. A partir de los veintisiete años ya no saldría de su tierra, permaneciendo primero en Gandía, donde se dedicó a la administración de sus propiedades, y después en Valencia. Comenzó a escribir en 1430. Tres años más tarde, el infante Juan, duque de Gandía, confirmó sus privilegios como señor feudal.
En 1437 se comprometió con Isabel Martorell, hermana de Joanot Martorell, autor de Tirant lo Blanch, pero el matrimonio no se celebró hasta 1439 por desavenencias con el pago de la dote convenida. Solo unos meses después Isabel murió sin haberle dado hijos, heredó de ella y Ausiàs March contrajo segundas nupcias, en 1443, con Joana Escorna, quien murió también al poco tiempo; heredó igualmente y de ella tampoco tuvo descendencia. Sus dos esposas, así como varios miembros de su familia, están enterrados en el monasterio de San Jerónimo de Cotalba, en la capilla y cripta que la familia March tenía en este monasterio, que fue descubierta en el año 2016. En este monasterio estaría enterrado también su padre, Pere March, así como otros miembros de la familia March.

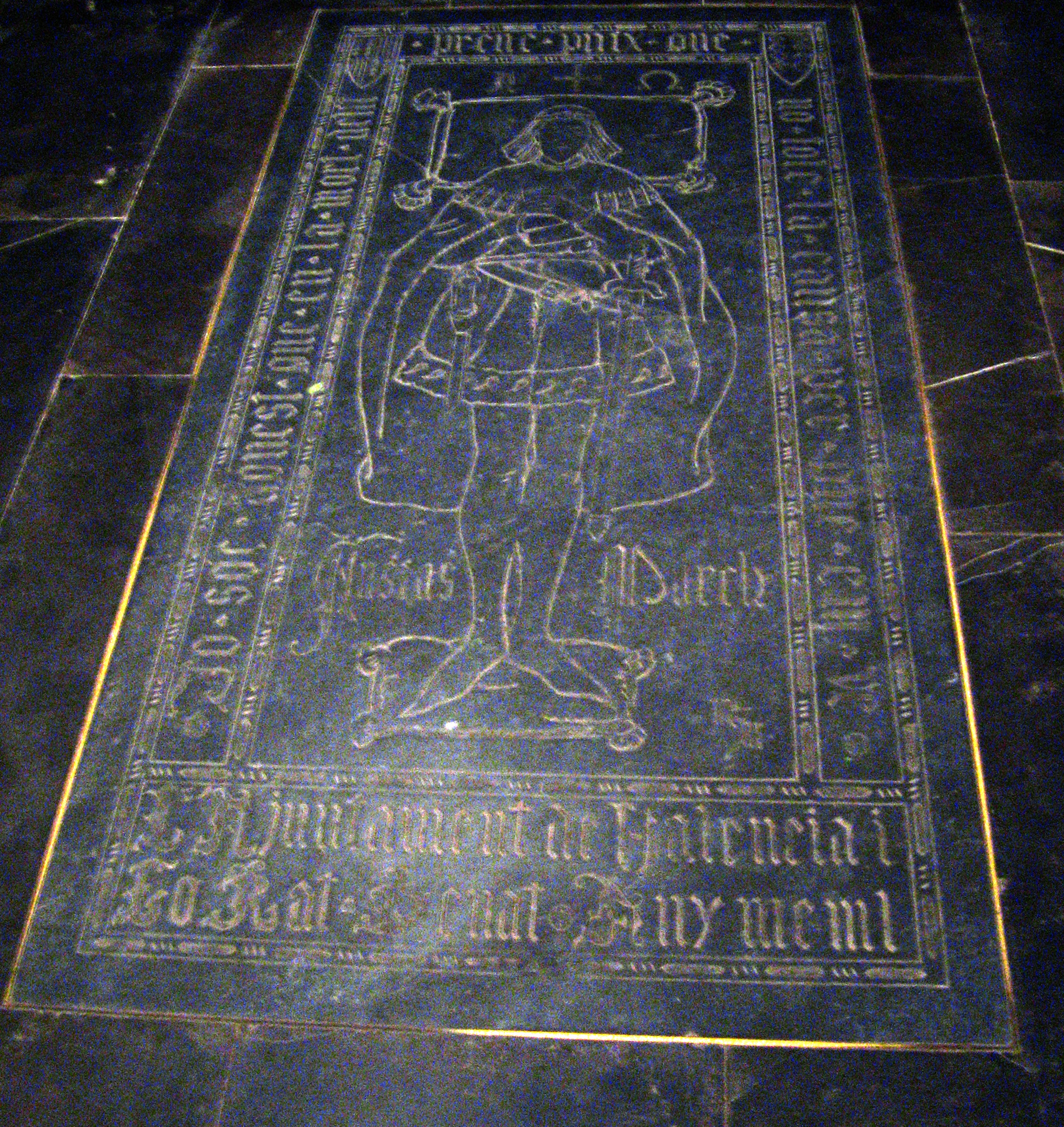
Tumba de Ausiàs March en la catedral de Santa María de Valencia

Ausiàs March murió el 3 de marzo de 1459 en Valencia, dejando cinco hijos bastardos pero ninguno legítimo. Fue enterrado en la catedral de Valencia, donde aún puede verse su losa sepulcral, cerca de la Porta de l'Almoina.

## Obra

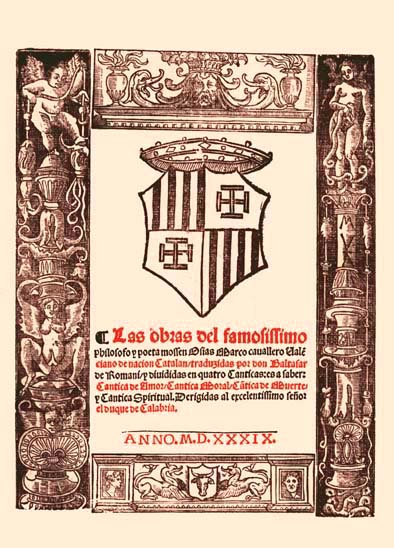
Portada de la traducción castellana de Las obras del famosíssimo / philosofo y poeta mossen Osias Marco caballero Valen/ciano de nación Catalán traduzidas por don Baltasar de Romaní, 1539. La portada está ilustrada con las armas del duque de Calabria, virrey de Valencia, a quien está dedicada la obra.

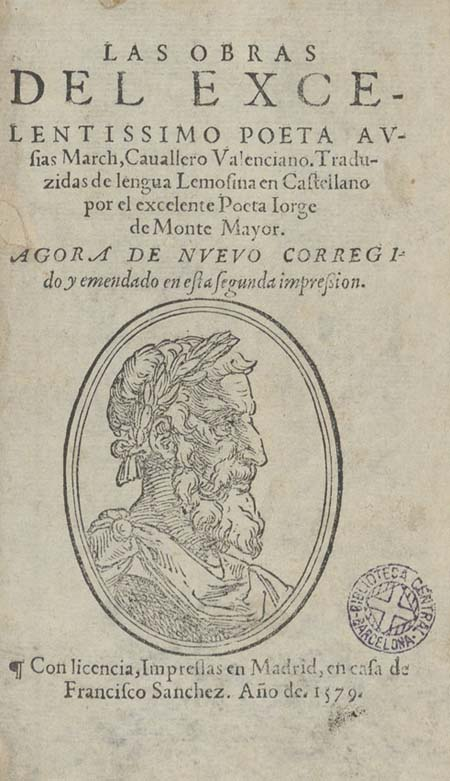
Portada de Las obras del excelentíssimo poeta Ausias March, Cavallero Valenciano. Traduzidas de lengua Lemosina en Castellano por el excelente Poeta Jorge de Monte Mayor..., en Madrid, en casa de Francisco Sánchez, 1573

Ausiàs March abandona la tradición de la poesía trovadoresca y su retórica brillante –pero artificiosa y distante–, lo que le permite la expresión de la íntima meditación personal de un hombre-poeta que aparece desprovisto de toda ficción y dispuesto a hablarnos de todo aquello que le obsesiona: el amor, las relaciones del hombre con Dios, el dolor y la muerte, el pecado y la virtud. Estos problemas son reales y personales, del mismo modo que lo son las mujeres que aparecen en su obra, que ya no son las distantes y platónicas Beatriz y Laura –puras ideas con nombre propio–, ni las idealizadas midons –mi dueña– de los poetas provenzales, sino mujeres reales, con sus vicios y virtudes, que son amadas u odiadas por razones concretas y no por un afán de idealización. 
La obra de March está constituida por ciento veintiocho poemas. En 1539 se recopilaron cuarenta y seis de sus composiciones en Valencia, traducidas al castellano por Baltasar de Romaní. Otra edición vallisoletana integrada por 124 poesías fue supervisada por Juan de Resa, capellán de Felipe II, en 1555. La traducción de Jorge de Montemayor, que data de 1560, fue impresa en Valencia y posteriormente en Zaragoza (1562) y Madrid (1579). Su obra influyó de forma notable en la poesía española del Renacimiento.
La mayoría de estudiosos se decantan por clasificar su obra en ciclos temáticos. De hecho, cada uno de estos ciclos forma una unidad de sentido, y se observa una evolución formal y conceptual en los diferentes ciclos, por lo que se ha llegado a considerar su obra completa como un inmenso poema.

### Los cantos de amor
En su producción el amor es un tema tan importante que llega a generar otros con entidad propia, pero siempre como causa o efecto de este. En la obra de March la mujer es una persona real, humana e individual y, en consecuencia, la relación hombre-mujer será la mezcla del amor sensual (sentidos) y el amor intelectual (contemplación y pensamiento).
El autor sólo mantendrá de la poesía trovadoresca el hecho de dedicar sus poemas a una mujer, a la que se refiere mediante una senhal para esconder su verdadero nombre. Se puede dividir estos cantos en cinco señales que representan cinco etapas de la vida del autor.
- Plena de seny (Llena de razón)
- Llir entre cards (Lirio entre cardos)
- Amor, amor
- Mon darrer bé (Mi último bien)
- Oh, foll amor (Oh, loco amor)

### Los cantos de muerte
El tema de la muerte no es exclusivo de este ciclo, formado solo por seis poemas dedicados a plañir la muerte de una sola mujer, sin señalar a quién está dedicado; aunque la destinataria parece ser su segunda esposa, Joana Escorna. El poeta reflexiona sobre los temas más comunes que la muerte de una mujer amada puede ocasionar: el destino del alma, el dolor por su ausencia y el recuerdo del pasado. El poeta se siente, incluso, culpable de la muerte de su mujer.

### ElCanto espiritual
El Canto espiritual, dirigido a Dios, es una larga oración (224 versos), escrita en segunda persona. Está considerado como uno de los poemas más importantes del Siglo de Oro valenciano. El poeta se muestra preocupado en conseguir el camino de Dios y teme condenarse por haber caído en el «amor loco», de lo cual se arrepiente; incluso le pide a Dios que le acorte la vida para no incurrir en más pecados.
Aquí se observa al poeta más preocupado por expresar su pensamiento y sus reflexiones más que íntimas que por seguir los preceptos de la poética tradicional. Por eso utiliza verso libre, gracias a lo cual su expresión resulta más natural que el resto de composiciones realizadas a base de versos duros y ásperos, que dificultan su lectura.

## Estilo
March se aleja de todo preciosismo y adecua el estilo al tema que trata: culto y conciso en los poemas filosóficos, pero sin renunciar a los giros populares y el tono desenvuelto cuando la situación lo requiere. El verso predominante a lo largo de toda su obra es el decasílabo en coplas cruzadas o encadenadas. Utiliza un valenciano muy depurado, desprovisto por vez primera de provenzalismos que hasta entonces poblaban la tradición poética valenciana.

## Métrica
La estructura de sus obras sigue los cánones provenzales, como por ejemplo versos decasílabos en dos hemistiquios cesurados en la cuarta sílaba, agrupados en estrofas de ocho versos con la presencia de una tornada final que contiene la «señal» (seudónimo).

## Importancia de Ausiàs March
Ausiàs March es probablemente el hombre de letras más reconocido de la literatura medieval en valenciano.
Este juicio se apoya en lo siguiente: 
- Fue un poeta muy leído y ejerció mucha influencia en grandes poetas castellanos como Boscán, Garcilaso, Fernando de Herrera y Gutierre de Cetina. Además, toda la poesía en valenciano del siglo XVI es un intento de imitación de su obra.
- La cantidad de manuscritos que nos han llegado, así como las numerosas traducciones que se han hecho de sus obras.
- Su obra se distanció de todo lo anterior, y adquirió un tono muy personal, sincero y depurado, que contrastaba con la artificiosa retórica del amor cortés.

La interpretación de poemas de March por el cantante valenciano Raimon contribuyó al redescubrimiento de la obra del poeta medieval por el gran público en España a partir de los años 1970.